# Ethnopsychiatrica
Ethnopsychiatrica est une revue de psychologie, psychanalyse et de sciences humaines, semestrielle, bilingue, et universitaire, dirigée par Georges Devereux et éditée par la Pensée Sauvage Editeurs, qui publia cinq numéros, de 1978 à 1981, dont un numéro double.

## Contexte
La revue s'est consacrée à l’étude de la psychopathologie (individuelle ou collective) dans ses rapports les structures et processus socio-culturels. Elle a publié:
- des travaux théoriques et méthodologiques,
- les résultats de recherches en clinique ou sur le terrain,
- des études sur le savoir, les croyances et les pratiques psychiatriques de sociétés non-occidentales,
- des recherches sur les aspects culturels de la psychiatrie moderne, étudiée en tant qu’ethnoscience.

Le rédacteur en chef en était Georges Devereux, assisté de Tobie Nathan.
Cette revue fera date. Des articles originaux importants y ont été publiés. Une partie de l'équipe développera ensuite la Nouvelle Revue d'Ethnopsychiatrie. Il s'agit de la première revue traitant de sujets comme l'ethnopsychiatrie et l'ethnopsychanalyse en France.

## Sommaires
No1.1 : (1978)
- Georges Devereux, L’Ethnopsychiatrie.
- Tobie Nathan, Considérations ethnopsychiatriques sur le traitement analytique des psychoses.
- I. IFRAH : Croyances culturelles et délire : les Jnounn de Bernous.
- G. EL KHAYAT, Tradition et modernité dans la psychiatrie marocaine.
- Georges Devereux, The Cultural Implementation of Defense Mechanisms.
- G. CHARRON, Explication complémentariste d’un oubli de mot.

No1.2 : (1978)
- M. XANTHAKOU, Le fou du village au Péloponnèse.
- S. KAMAL, Observations ethnopsychiatriques des nomades d’Afghanistan.
- François Laplantine, Étude de cas à Bouaké (Côte d’Ivoire). Les deux principaux groupes de représentations de la maladie mentale en pays Baoulé.
- Georges Devereux, Culture and Symptomatology.
- Tobie Nathan, Ethnopsychanalyse des psychoses : une introduction.
- Georges Devereux, Trois rêves et une double parapraxie.

No2.1 : (1979)
- MONFOUGA-BROUSTRA, La « femme-libre » de Birnin-Koni (Niger) ou la parole des lieux intermédiaires.
- A. DORE, Mme Chanthi, un cas de pathologie mentale dans un milieu lao traditionnel.
- A. DORE, De la symbolique hystérique lao à propos d’un cas de phi-pop.
- P. P. DI SABATO, Analyse ethnopsychiatrique d’une romance espagnole : l’anorexie mentale objet de sublimation.
- Georges Devereux,  Breath, Sleep and Dream (Aischylos, Fragment 287 Mette).

No2.2 : (1979)
- Tobie Nathan,  Actualité clinique de l’ethnopsychiatrie : culture et symptôme.
- A. CHARLES-NICOLAS, O. BOITARD : Le Dorlis. Rêve et délire à la Martinique.
- N. MESPOULHES, Folie et culture : l’exemple du Gabon.
- Georges Devereux, La pseudo-homosexualité grecque et le " Miracle grec ".

No3 Les femmes et les psychotiques dans les sociétés traditionnelles (1981)
- T. NATHAN, Georges Devereux,  Vivre et rêver (propos sur le rêve).
- M. ERLICH, Observations ethnopsychiatriques de l’infibulation des femmes en Somalie.
- R.J. STOLLER, G.H. HERDT, A psychotic New Guinea Tribesman.
- X. XANTAKOU, Le mariage de l’idiot : Alexis, ou les contradictions de l’intégration sociale.
- G.H. HERDT, Semen depletion and the Sense of Maleness.
- P. AGUSSOL, C. SANTOS : " Je ne dors pas, et je suis immigré portugais ".
- K HARZALLAH : Le cas Halima : folie, tradition et modernité en Tunisie.
- Georges Devereux,  : Argos et la castration d’Indra et de Zeus.
- A. BARRETO : Discours et pratique d’un guérisseur brésilien

## Sujets connexes
- Ethnopsychiatrie
- Ethnopsychanalyse